# ルーベン・マムーリアン
ルーベン・マムーリアン（{Rouben Mamoulian [ruːˈbɛn mɑːmuːlˈjɑːn] roo-BEN mah-mool-YAHN、アルメニア語: Ռուբէն Մամուլեան), 1897年10月8日 - 1987年12月4日）は、グルジア（ジョージア）出身のアメリカ合衆国の映画監督。

## 略歴
ロシア帝国時代のグルジア（ジョージア）のトビリシでアルメニア系の家庭に生まれ、1922年にロンドンに移り舞台監督となり、すぐにアメリカ合衆国に渡る。ブロードウェイではジョージ・ガーシュウィンの作品や『ポーギーとベス』、ミュージカル『オクラホマ!』などを手がける。1929年に初めての映画『喝采』を制作。フレドリック・マーチがアカデミー賞を受賞した『ジキル博士とハイド氏』、長編映画として初めて3色式テクニカラーを採用した『虚栄の市』、グレタ・ガルボ主演の『クリスチナ女王』、マレーネ・ディートリヒ主演の『恋の凱歌』、バーバラ・スタンウィック主演の『ゴールデン・ボーイ』などを監督。
1959年の『ポギーとベス』の監督であったが、途中で交代させられる。また1963年の『クレオパトラ』でも途中で交代させられ、以後映画を撮ることはなかった。

## 主な監督作品
- 喝采 Applause (1929)
- 市街 City Streets (1931)
- ジキル博士とハイド氏 Dr. Jekyll and Mr. Hyde (1932)
- 今晩は愛して頂戴ナ Love Me Tonight (1932)
- クリスチナ女王　Queen Christina (1933)
- 恋の凱歌 The Song of Songs (1933)
- 虚栄の市 Becky Sharp (1935)
- たくましき男 High, Wide, and Handsome (1937)
- ゴールデン・ボーイ Golden Boy (1938)
- 快傑ゾロ The Mark of Zorro (1940)
- 血と砂 Blood and Sand (1941)
- サンマー・ホリデイ Summer Holiday (1948)
- 絹の靴下 Silk Stockings (1957)